# 西北中學
西北中學（英語：The Northwest School，簡稱NWS），是位于華盛頓州西雅圖的私立中學，創立於1980年，提供美制6-12年級的課程，其中約有16%學生為僑生。

## 歷史
西北中學由埃倫·陶西格（Ellen Taussig），保羅·雷蒙德（Paul Raymond）和馬克·特里（Mark Terry）創立於1980年。2006年新建一棟大樓用作照相館，圖書館和計算機實驗室。2014又新建體育館、餐廳、廚房、黑箱劇場和屋頂露天體育場。